# Имре Маркош
Имре Маркош (мађ. Markos Imre; 9. јун 1908 — Удевала, 27. септембар 1960) био је мађарски фудбалер и тренер.

## Каријера

### Играчка каријера
Маркош, који је играо на позицији нападача, своју професионалну каријеру је провео у Мађарској и Француској, играјући за Бочкаји и Рен.
Маркош је такође представљао Мађарску на међународном нивоу, постигавши пет голова у двадесет утакмица између 1929. и 1935.

### Тренерска каријера
Маркош је водио Дебрецини, ТПС Турку, Дегерфорс, Пиркива Турку, Фенербахче и Кристијанстад.